# 勝州
勝州（しょうしゅう）は、中国にかつて存在した州。隋代から遼代にかけて、現在の内モンゴル自治区オルドス市東部およびトクト県にまたがる地域に設置された。

## 概要
600年（開皇20年）、隋による雲州総管府の移転にともない、その旧地にあった楡林・富昌・金河の3県が分離されて、勝州が置かれた。607年（大業3年）に州が廃止されて郡が置かれると、勝州は楡林郡と改称され、下部に3県を管轄した。隋代の行政区分に関しては下表を参照。
| 隋代の行政区画変遷 | 隋代の行政区画変遷   | 隋代の行政区画変遷 | 隋代の行政区画変遷   |
| 区分               | 開皇20年             | 区分               | 大業3年              |
| ------------------ | -------------------- | ------------------ | -------------------- |
| 州                 | 勝州                 | 郡                 | 楡林郡               |
| 県                 | 楡林県 富昌県 金河県 | 県                 | 楡林県 富昌県 金河県 |

628年（貞観2年）、唐が梁師都を滅ぼした。翌年、隋の楡林郡の地に勝州が置かれた。742年（天宝元年）、勝州は楡林郡と改称された。758年（乾元元年）、楡林郡は勝州の称にもどされた。勝州は関内道に属し、楡林・河浜の2県を管轄した。
916年（神冊元年）、契丹の耶律阿保機が振武軍を破ると、勝州の民はみな河東に逃亡し、勝州は廃止された。936年（天顕11年）、後晋が燕雲十六州を契丹に割譲すると、契丹により再び勝州が置かれた。後に勝州は東勝州と改称された。